# Économie appliquée
L'économie appliquée est l'application de la théorie économique et de l'économétrie pour comprendre des objets spécifiques comme le marché du travail, la santé, la culture, l'éducation ou encore l'environnement.
L'économie appliquée comprend par exemple l'économie de la santé, l'économie de l'éducation, l'économie du travail, l'économie de la famille ou encore l'économie de l'environnement.

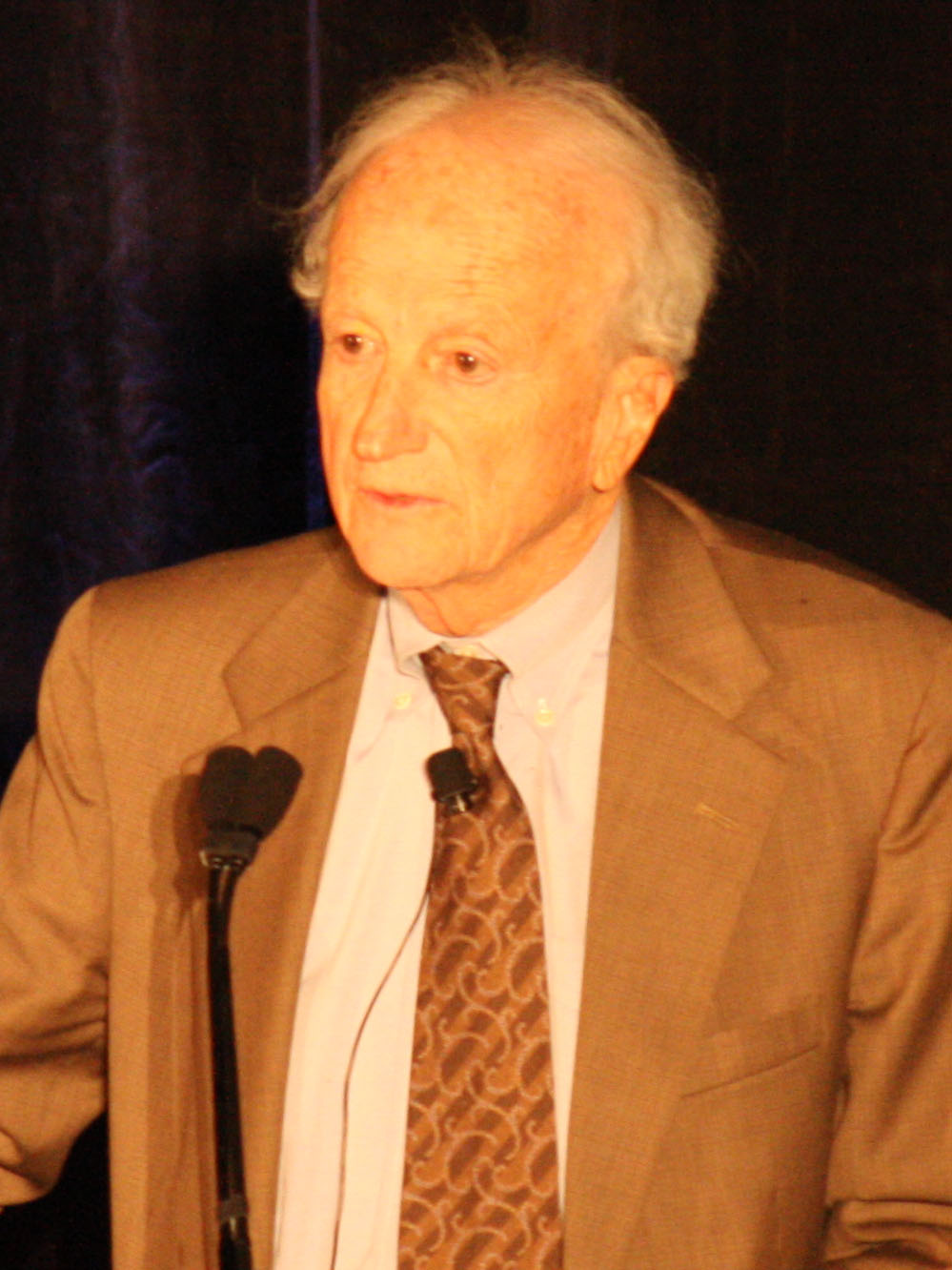
Gary Becker a appliqué la microéconomie pour comprendre les phénomènes de discrimination sur le marché du travail, les choix d'éducation en développant la notion de capital humain, la criminalité mais aussi la famille avec l'analyse du choix du conjoint et des décisions de fertilité (, 1981). Il a reçu le prix Nobel d'économie en 1992 pour sa contribution à la théorie économique.

## Revues spécialisées
- Journal of Applied Economics
- American Economic Journal Applied Economics
- Applied Economics